# Jed Steer
Jed John Steer (Norwich, Inglaterra, 23 de septiembre de 1992) es un futbolista británico que juega de portero en el Peterborough United F. C. de la League One de Inglaterra.
Se formó como jugador en su club local, el Norwich City, y en 2013 fichó por el Aston Villa. Además ha jugado en calidad de préstamo en clubes como el Yeovil Town, Doncaster Rovers, Huddersfield Town, entre otros. Steer ha sido internacional a nivel juvenil con la selección de Inglaterra sub-16, sub-17 y sub-19. 

## Trayectoria

### Norwich City
Entró a la academia del Norwich City a la edad de 9 años, y en su cumpleaños 17 firmó su primer contrato profesional con el club. Debutó en el primer equipo el 28 de enero de 2012, en la victoria por 2-1 sobre el West Bromwich Albion en la cuarta ronda de la FA Cup.
Durante su paso por el Norwich, Steer fue enviado a préstamo al Yeovil Town en 2011 y al Cambridge United entre noviembre y diciembre de 2012.

### Aston Villa
El 26 de enero de 2013, el Aston Villa anunció el fichaje del portero inglés como agente libre, donde ocuparía el lugar de segundo arquero luego de la salida de Shay Given. El 24 de mayo de 2015 hizo su debut en la Premier League ante el Burnley, fue derrota para el Aston Villa por 1-0.

#### Préstamo al Doncaster Rovers
Luego de la salida del portero Ross Turnbull del Doncaster Rovers al Barnsley, el club fichó a Steer como préstamo por tres meses. Jugó 17 encuentros y registró seis arcos en cero.

#### Préstamo al Yeovil Town
El 31 de octubre de 2014, el portero fue enviado a préstamo por tres meses al Yeovil Town.

#### Préstamo al Hudeersfield Town
El 11 de septiembre de 2015 se unió a préstamo al Huddersfield Town de la EFL Championship, inicialmente por un mes, aunque el préstamo se extendió por toda la temporada. Debutó al día siguiente en la derrota por 2-0 contra el Cardiff City. 

#### Préstamo al Charlton Athletic
El 10 de agosto de 2018, Steer fichó a préstamo por el Charlton Athletic de la League One por toda la temporada, pero el 31 de diciembre fue llamado de regreso por el Aston Villa para cubrir la baja del lesionado Ørjan Nyland.

### Regreso al Aston Villa
Regresó para ser el segundo arquero del equipo, con Lovre Kalinić como titular y Nyland lesionado. Aunque días después Kalinić también sufrió una lesión, y Jed Steer tomó la titularidad. Rápidamente se ganó la confianza del entrenador Dean Smith, y se consagró como portero titular, logrando junto a su equipo una racha récord del club de 10 victorias consecutivas. Luego de que Lovre Kalinić se recuperara, Jed mantuvo su puesto en el arco del Villa, y jugó los play offs de la EFL Championship, donde en la tanda de penaltis de las semifinales frente al West Bromwich Albion atajó dos penales, y aseguró el pase a la final donde el Aston Villa consiguió el ascenso y el regreso a la Premier League.
En junio de 2019 renovó su contrato con el club hasta 2023.

## Selección nacional
Entre los años 2007 y 2011, jugó con las categorías inferiores de la selección de Inglaterra.

## Clubes
| Club                                  | País       | Año       |
| ------------------------------------- | ---------- | --------- |
| Norwich City F. C.                    | Inglaterra | 2010-2013 |
| Yeovil Town F. C. (préstamo)          | Inglaterra | 2011      |
| Cambridge United F. C. (préstamo)     | Inglaterra | 2012      |
| Aston Villa F. C.                     | Inglaterra | 2013-2023 |
| Doncaster Rovers F. C. (préstamo)     | Inglaterra | 2014      |
| Yeovil Town F. C. (préstamo)          | Inglaterra | 2014-2015 |
| Huddersfield Town A. F. C. (préstamo) | Inglaterra | 2015-2016 |
| Charlton Athletic F. C. (préstamo)    | Inglaterra | 2018      |
| Luton Town F. C. (préstamo)           | Inglaterra | 2022      |
| Peterborough United F. C.             | Inglaterra | 2024-     |

## Palmarés

### Títulos nacionales
| Título     | Club                      | País       | Año  |
| ---------- | ------------------------- | ---------- | ---- |
| EFL Trophy | Peterborough United F. C. | Inglaterra | 2024 |
| EFL Trophy | Peterborough United F. C. | Inglaterra | 2025 |